# San Ignacio United
El San Ignacio United es un club de fútbol de Belice fundado por Primitivo Medina, Johnny Medina y Mark Medina en agosto de 2011 El club actualmente juega en la PLB (Liga Premier de Belice).
El equipo juega en San Ignacio.  Su estadio se llama Norman Broaster.